# Halalaimus brevispiculum
Halalaimus brevispiculum is een rondwormensoort uit de familie van de Oxystominidae.